# Gerhard von Breuning

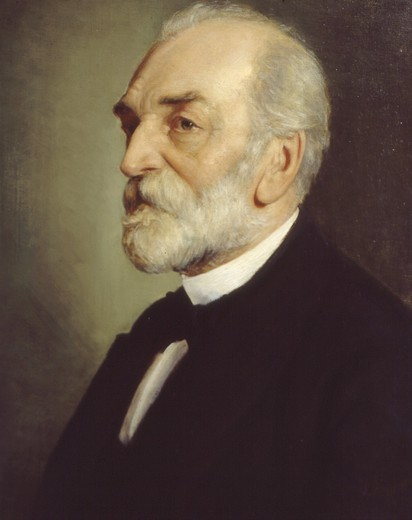
Konstanze von Breuning: Gerhard von Breuning (1890, Wien Museum)

Gerhard von Breuning (* 28. August 1813 in Wien; † 6. Mai 1892 ebenda) war ein österreichischer Arzt und Medizinforscher.

## Leben
Breuning kam unehelich als Sohn von Beethovens langjährigem Freund Stephan von Breuning und Constanze von Ruschowitz zur Welt. Aus unbekannten Gründen heirateten die Eltern erst am 18. Februar 1817. Die Schwester seines Vaters, Eleonore von Breuning, war in ihrer Jugendzeit gleichfalls mit Beethoven befreundet, ebenso deren Mann Franz Gerhard Wegeler.
Durch seinen Vater kam er um 1826 auch selbst in engen Kontakt mit dem Komponisten, der ihn seinen „Ariel“ und „Hosenknopf“ nannte. Über diese Begegnungen hat er 1872 wertvolle Erinnerungen verfasst, die eine wichtige Quelle der Beethoven-Forschung darstellen.
Daneben war er ein bedeutender Wiener Arzt, Chirurg und Medizinschriftsteller. 
Breuning wurde am Wiener Zentralfriedhof bestattet.
Er war der Vater der Malerin Konstanze von Breuning. Einer seiner Enkel war der Entomologe Stephan von Breuning, einer seiner Cousins ersten Grades der Jurist und Politiker Carl von Breuning.

## Werke
- Der asiatischen Brechruhr Erkenntniß und Heilart, Wien 1837
- Einige Worte über abnorme Zustände der Hand, von Robert Adams, Esq. Wundarzt am Richmond-Hospitale in Dublin. Aus dem Englischen übersetzt und dem Königl. Preuß. Geheimen- und Regierungs-Medicinal-Rathe ... Herrn Dr. Franz Gerhard Wegeler bei der Feier seines 50jährigen Doctor-Jubiläums am 1. September 1839 aus wahrer Pietät überreicht von Dr. Gerhard von Breuning, Koblenz: Kehr, 1839
- J. F. Dieffenbach's chirurgische Leistungen in Wien. Dargestellt in ihren Erfolgen, Wien: Braumüller & Seidel, 1841
- Wiederbelebung gelähmter Gliedmaßen durch den Sehnenschnitt, Wien: Gerold, 1844
- Heilart des Beinfraßes auf arzeneilichem Wege. Zur Vermeidung operativer Verstümmlungen, Wien: Mechitharisten-Congregations-Buchhandlung, 1852
- Über die Augenentzündung der neugeborenen und jene der skrofelkranken Kinder. Eine populäre Anleitung zur rechtzeitigen Erkenntniss und Heilung dieser Krankheiten, Wien: Mechitharisten-Congregations-Buchhandlung, 1852
- Zur Regelung der Choleratherapie. Ein Beitrag, Oedenburg: Reichard, 1855 – Sonderdruck aus: Zeitschrift für Natur- und Heilkunde in Ungarn
- Bemerkungen über Spitals-Bau und Einrichtung, angeregt durch die kaiserl. Gründung der Rudolfs-Stiftung, Wien: Mechitharisten-Congregations-Buchhandlung, 1859
- Weil. Josef Ritter von Veringen, St. Pölten: Passy, 1862
- Aus dem Schwarzspanierhause. Erinnerungen an L. van Beethoven aus meiner Jugendzeit, Wien: Rosner 1874 (Digitalisat)
- Therapie der Arthrocace. Heilverfahren gegen scrofulöse Knochen- und Gelenksleiden, Wien: Huber und Lahme, 1882